# Julian Bashir
„Julian Bashir” este un personaj fictiv din serialul TV Star Trek: Deep Space Nine din franciza Star Trek. 
Este interpretat de Alexander Siddig.
Julian Bashir este ofițerul medical principal al stație. Deși aparține speciei umane, părinții lui i-au îmbunătățit bagajul genetic în mod ilegal în copilărie deoarece nu putea ține pasul cu ceilalți copii. Chiar dacă uneori îi lipsește tactul, el reușește să lege prietenii cu mai mulți rezidenți ai stației, mai ales cu Miles O'Brien și cu un misterios cardassian pe nume Garak. În primele trei sezoane, Siddig apare pe genericul de început cu numele de Siddig el Fadil, o formă abreviată a numelui său natal. Numele său a fost schimbat în Alexander Siddig după căsătoria cu colega sa, actrița Nana Visitor, ceea ce a făcut ca numele lor să apară unul după altul în ordine alfabetică. Cu toate acestea, el a declarat că motivul schimbării numelui a fost faptul că telespectatorii păreau să nu știe cum să-l pronunțe.[8] Siddig a continuat să fie prezentat drept Siddig el Fadil atunci când a fost și regizor.